# Uran-6

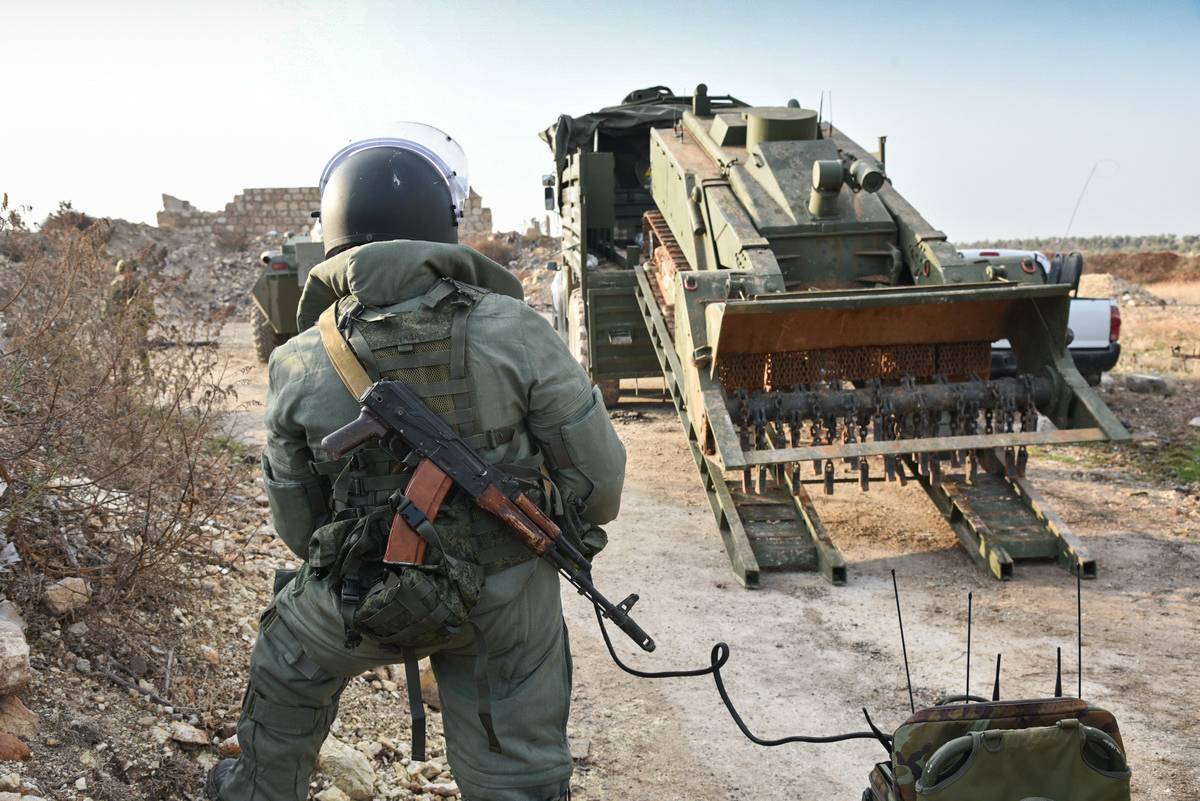
Aleppo 2016. „Uran-6” podczas wyładunku za pomocą przenośnego panelu sterującego

Uran-6 (ros. Уран-6) – rosyjski, wojskowy, bezzałogowy pojazd rozminowania (ros. RKS – robototiechniczeskij kompleks razminirowanija; ang. UMDS – Unmanned Multifunctional Demining System). Jeden z szerokiej gamy bezzałogowych, wojskowych pojazdów lądowych produkowanych w Rosji od początku lat 10. XXI w., opracowanych na podstawie rządowego programu robotyzacji armii z sierpnia 2013, w opinii ekspertów nie posiadający równorzędnych odpowiedników w armiach państw Zachodu.

## Opis konstrukcji
Opracowany i produkowany przez UPTK nr 766 w Nachabino jako wielozadaniowy, zdalnie sterowany, saperski dron lądowy, przeznaczony do wykonywania przejść w przeszkodach minowo-wybuchowych, neutralizowania pól minowych oraz do rozminowywania „zurbanizowanych terenów lokalnych” i „słabo zalesionych obszarów górskich”. Podstawowym narzędziem jego działania jest przeciwminowy trał w trzech wersjach (walce: uderzeniowe, naciskowe i frezujące) oraz lemiesz spychacza i chwytak mechaniczny, przystosowane do działania na różnych rodzajach gruntu. Dzięki czterem umieszczonym na pojeździe szerokokątnym kamerom (zapewniającym 360-stopniwy podgląd) jego operator drogą radiową może swobodnie operować pojazdem z odległości do 800 m. Do przewozu pojazdu, jako integralna część zestawu, przewidziana jest ciężarówka marki „KamAZ”, wyposażona w dźwigowo-hydrauliczny system „Multilift” („hydraulic hooklift hoist”), który umożliwia wyładunek drona w ciągu 3 min. Jego stosunkowo nieduże wymiary i waga pozwalają również na transport typową, cywilną ciężarówką lub śmigłowcem (np. Mi-8 i inne tego typu). Stalowy pancerz HARDOX-400 grubości 0,8–1,0 mm zapewnia pojazdowi ochronę przed amunicją strzelecką kal. 7,62 mm. „Uran-6” jest wyposażony w 6-cylindrowy, wysokoprężny silnik turbinowy chłodzony cieczą, który na gąsienicowym podwoziu zapewnia mu prędkość maksymalną do 15 km/h. Dron jest w stanie przetrwać siłę wybuchu ładunku odpowiadającego 60 kg trotylu.

## Historia powstania
Jesienią 2014 roku w rosyjskich mediach pojawiły się informacje o nowym robocie-dronie, przystosowanym do prac saperskich (rozminowywania). Jego produkcja seryjna rozpoczęła się we wrześniu 2014 roku. W grudniu 2014 roku wiceminister obrony FR, gen.-pułkownik Paweł Popow, poinformował rozpoczęciu wprowadzania drona na uzbrojenie saperskich oddziałów armii FR. „Uran-6” oficjalnie został zaprezentowany w maju 2015 roku w Moskwie na wystawie „Armia-2015”. Według słów dowódcy wojsk inżynieryjnych FR, gen.-porucznika Jurija Stawickiego, pojazd pozwala na zredukowanie praktycznie do zera udziału saperów w rozminowywaniu terenu. Od maja 2016 roku, kiedy to został zaprezentowany na międzynarodowej wystawie uzbrojenia „SOFEX-2016” w Jordanii, jest oferowany przez „Rosoboroneksport” zagranicznym klientom. W 2018 roku rozpoczął się zainicjowany przez ministerstwo obrony Federacji Rosyjskiej proces modernizacji kompleksu, którego głównym celem było zwiększenie jego mobilności (wtedy też nieznacznie uległ zmianie wygląd zewnętrzny pojazdu). Dla potrzeb „Urana-6” opracowano specjalną platformę transportową, bazującą na czteroosiowej ciężarówce „KamAZ” wyposażonej w hydrauliczną windę. Pozwala to na rozładunek i załadunek ciężkich robotów w terenie bez dodatkowej pomocy dźwigu. W 2020 siły zbrojne FR miały być wyposażone w 22 drony „Uran-6”.

## Użycie bojowe
„Uran-6” został użyty w 2014 roku w Czeczenii w rejonie Wiedieno, gdzie ze względu na górskie ukształtowanie terenu na pole rozminowywania był dostarczony śmigłowcem Mi-26. Od tego momentu znajduje się na wyposażeniu oddziałów saperskich Południowego Okręgu Wojskowego (JWO), operujących na Północnym Kaukazie. Wiosną 2016, podczas konfliktu w Syrii, zastosowano go do rozminowywania terenów walk wokół Palmyry, Aleppo i Dajr az-Zaur. Podczas jednego dnia był w stanie wykonać zadania przeznaczone dla 20 saperów. Wtedy również ujawniały się wady całego zestawu – ważący 20 kg panel sterujący okazał się być zbyt ciężki, aby operator mógł go używać przez dłuższy czas. Oprócz tego poważnym mankamentem okazał się być transport – dostarczenie pojazdu „Uran-6” do rejonu działań wymagało bowiem specjalnego pojazdu do transportu oraz dźwigu do rozładunku i załadunku ponad 7-tonowego robota. W grudniu 2020 rosyjskie ministerstwo obrony poinformowało o użyciu drona podczas konfliktu w Górskim Karabachu (tj. zawieszenia broni ogłoszonego przez strony konfliktu, obowiązującego od 10 listopada 2020). Dron miał był oczyść z min i niewybuchów obszar wielkości 8 ha (nie podano w jakim czasie). W styczniu 2021 roku pojawiły się informacje o wyposażeniu w zestawy „Uran-6” oddziałów inżynieryjnych Floty Czarnomorskiej, co tłumaczono faktem łatwego ich przerzucenia do terenów walk zarówno w Syrii, jak i Wschodniej Ukrainie. Na przełomie maja i czerwca 2022 roku media informowały o użyciu „Uranów” w konflikcie rosyjsko-ukraińskim. Miały one rozminowywać tereny Mariupola i okolice Ługańska. Zwracano uwagę na jego słaby zasięg (100-300 metrów pomiędzy operatorem a pojazdem), nie chroniący operatora przed ostrzałem.